# NGC 5560
NGC 5560 is een balkspiraalstelsel in het sterrenbeeld Maagd. Het hemelobject ligt 65 miljoen lichtjaar van de Aarde verwijderd en werd op 30 april 1786 ontdekt door de Duits-Britse astronoom William Herschel.

## Synoniemen
- UGC 9172
- MCG 1-37-1
- ZWG 47.10
- Arp 286
- IRAS 14175+0413
- PGC 51223